# Bibugn
Bibugn är ett distrikt i Etiopien. Det ligger i den centrala delen av landet, 250 km nordväst om huvudstaden Addis Abeba.